# Nude Nuns with Big Guns
Nuns Nuns with Big Guns es una película de acción y justicieros y nunsploitation de 2010 dirigida por Joseph Guzman y protagonizada por Asun Ortega, David Castro y Perry D'Marco.
La película fue objeto de una de las mayores demandas por derechos de autor en California. Las dos demandas son la primera vez que dos compañías diferentes que reclaman los derechos de propiedad intelectual de la misma película demandan cada una a los mismos supuestos 5.865 descargadores de BitTorrent.

## Reparto
- Asun Ortega como Hermana Sarah
- David Castro como Chavo
- Perry D'Marco como Padre Carlitos
- Maxie J. Santillan Jr. como Sr. Foo
- Ivet Corvea como Sra. Charlotte
- Aycil Yeltan como Hermana Angelina
- Emma Messenger como Madre Magda
- Bill Oberst Jr. como Padre John
- Maz Siam como Padre Bernardo
- Xango Henry como Kickstand
- Robert Rexx como Half Breed
- Jessica Elder como Beverly
- Alfonso Castro como Padre Frank
- Rene Arreola como Lobo
- Sarah Emmons como Butch

## Estreno
La película fue estrenada en el Arizona Underground Film Festival el 24 de septiembre de 2010. Finalmente fue estrenada directamente a video el 14 de febrero de 2012.

## Demanda a BitTorrent
El 7 de marzo de 2011, Camelot Entertainment Group, una compañía cinematográfica con sede en Los Ángeles, presentó una demanda federal, Caso No. CV 11-1949 DDP (FMOx), en el Tribunal de Distrito del Distrito Central de California, contra usuarios de BitTorrent que supuestamente descargaron la película entre enero y marzo de 2011. La demanda, que apuntaba a 5.865 direcciones IP, buscaba obligar a los ISP a identificar a los demandados a partir de sus direcciones IP. La empresa tenía hasta el 13 de mayo de 2011 para "mostrar la causa por la cual los demandados de Doe no deben ser separados y/o desestimados de esta acción basándose en una unión inadecuada de partes o falta de jurisdicción personal". La Electronic Frontier Foundation actuó como abogado defensor del lado de los acusados, quienes en ese momento sólo eran conocidos por sus direcciones IP de Internet y su ubicación geográfica aproximada.
La demanda se considera parte de una estrategia judicial en la que se pide a los acusados que lleguen a un acuerdo o se arriesgan a ser nombrados en una demanda pública. Si tenía éxito, la demanda podría terminar recaudando más dinero del que ganó la película en taquilla.
Incentive Capital of Utah también presentó una demanda casi idéntica contra las mismas direcciones IP ante el mismo juez el 6 de mayo de 2011.
El 23 de mayo de 2011, Camelot presentó una solicitud para desestimar su caso, aunque el grupo de distribución declaró que podían volver a presentar el caso en San Francisco. La demanda presentada por Incentive Capital fue desestimada el 10 de junio de 2011.

## Derechos cinematográficos
Tras la presentación de la demanda contra BitTorrent, surgieron dudas sobre si Camelot Distribution Group realmente posee los derechos de la película. Camelot incumplió un préstamo financiado por Incentive Capital utilizado para comprar los derechos de la película. Aunque Incentive Capital ya ha ejecutado la ejecución hipotecaria de la película, Camelot ha declarado que la ejecución hipotecaria fue una "usurpación indebida de sus activos".